# 90377 세드나
90377 세드나(영어: 90377 Sedna)는 그 궤도가 태양계 외곽에 미치는 커다란 소행성체이다. 상징은 ‘’이다. 2015년 기준으로 태양으로부터 86 천문단위(AU), 즉 해왕성보다 세 배 더 멀리 떨어져 있다. 분광분석 결과 세드나의 표면은 주로 물, 메탄, 질소, 얼음, 톨린 등이 혼합되어 있어 다른 해왕성 바깥 천체와 크게 다르지 않다. 세드나의 표면은 태양계 천체 중 가장 붉은 축에 속한다. 유력한 왜행성 후보이다.
세드나의 궤도 대부분은 현재 거리보다도 태양에서 멀리 떨어져 있는데, 원일점 거리는 937 AU(해왕성 거리의 31배)에 달할 것으로 추측되어, 장주기 혜성을 제외하면 태양계의 발견된 천체 중 가장 먼 천체이다.
세드나는 유별나게 길고 짜부라진 궤도를 가지고 있다. 궤도를 1바퀴 완주하려면 11,400 여년이 걸리고, 태양에 가장 가까울 때 거리는 76 AU이다. 이러한 사실 때문에 세드나의 기원에 대해 다양한 추측이 있다. 소행성 센터는 현재 세드나를 산란원반(해왕성의 중력 때문에 이심률이 높은 궤도를 돌게 되는 천체들의 집단) 천체로 분류하고 있다. 그러나 세드나는 해왕성의 중력에 산란을 받을 정도로 해왕성에 가까이 와 본적이 한 번도 없기 때문에 이 분류에 대해서는 이론이 있다. 일부 천문학자들은 세드나가 최초로 발견된 내부 오르트 구름 천체라는 결론을 내린다. 또 다른 이들은 세드나가 지나가는 항성에 의해 현재의 궤도로 찌그러졌고 그 항성은 아마 태양과 함께 태어났을 것(산개성단)이라고 한다. 심지어 세드나가 아예 다른 항성계로부터 태양에 붙잡힌 것이라 보는 사람도 있고, 혹자는 세드나의 궤도는 해왕성 너머에 있는 아직 발견되지 않은 거대한 제9행성의 증거라고도 한다.
세드나 및 여러 왜행성(에리스, 하우메아, 마케마케)의 공동발견자 중 한 명인 마이클 E. 브라운은 세드나가 현재 과학적으로 가장 중요한 해왕성 바깥 천체라고 말한다. 세드나의 이상한 궤도를 이해하면 태양계의 기원과 초기 진화에 대한 가치있는 정보를 얻게 될 가능성도 있다.

## 역사

### 발견
세드나(임시 지정번호 2003 VB12)는 2003년 11월 14일 마이클 E. 브라운(칼텍), 채드 트루질리오(제미니), 데이비드 L. 라비노비츠(예일)가 발견했다. 세드나 발견은 2001년부터 캘리포니아주 샌디에이고 근교의 팔로마 천문대의 새뮤얼 오스친 망원경과 예일의 160 메가픽셀 팔로마 퀘스트 카메라를 사용해 수행하던 전천탐사의 일환이었다. 발견 당일 세드나는 배경 항성에 대하여 3.1 시간마다 4.6 각분씩 움직였으며, 여기서 추측할 수 있는 거리는 약 100 AU였다. 이후 2003년 11월에서 12월 사이에 칠레의 케로 톨롤로 미주간 천문대의 SMARTS 망원경과 하와이 마우나케아 화산의 켁 천문대의 테나그라 제4망원경을 이용한 추가 관측이 이루어졌고, 이 천체가 이심률이 매우 큰 궤도를 따라 움직인다는 것이 밝혀졌다. 이후 새뮤얼 오스친 망원경과 근지구 소행성 추적 협력단이 예전에 촬영한 사진들에서 세드나가 재발견되었다. 과거의 정확한 위치가 밝혀지자 세드나의 공전궤도상의 부채꼴을 그릴 수 있었고 이를 통해 궤도를 보다 정밀하게 계산해냈다.

### 명명
마이클 브라운은 자기 웹사이트에 “이번에 새로 발견된 천체는 지금까지 태양계에서 발견된 천체 중 가장 춥고 가장 먼 곳에 있다,” “그래서 우리는 이누이트 신화에서 얼어붙은 북빙양 바닥에 산다고 하는 바다의 여신 세드나의 이름을 붙이는 것이 적절하다고 생각했다”라고 써서 올렸다. 브라운은 국제천문연맹(IAU) 소행성체센터에 앞으로 세드나의 궤도 지역에서 발견되는 천체들은 북극 신화에서 이름을 따서 명명해야 한다고 주장했다. 연구진은 공식 번호가 매겨지기도 전에 "세드나"라는 이름부터 먼저 지어서 발표했다. 소행성체센터장 브라이언 G. 마즈든은 이런 행동은 규약 위반이며, IAU 회원 일부는 반대표를 던질 수 있다고 경고했다. 그러나 세드나라는 이름에 반대하는 의견은 없었고, 그 외에 다른 경합할 만한 이름이 제시되지도 않았다. IAU 소천체명명위원회는 세드나라는 이름을 2004년 9월에 정식으로 받아들이고, 앞으로도 이와 같이 비상한 관심의 대상인 경우 번호가 매겨지기 전에 이름을 먼저 발표할 수도 있다는 결론을 내렸다.

## 공전과 자전

세드나의 궤도(적색)를 다른 태양계 외천체들의 궤도와 비교한 것(명왕성 궤도가 보라색)

세드나는 지금까지 태양계에서 발견된 대형 천체 중 공전 주기가 가장 길어, 11,400년 전후로 계산된다. 그 궤도는 이심률이 극도로 커서 원일점 거리가 약 937 AU이고 근일점 거리가 약 76 AU이다. 이 원일점 거리는 2012년 2012 VP113이 발견되기 전까지 태양계 천체 중 가장 먼 거리였다. 세드나가 발견되었을 당시 태양에서의 거리는 89.6 AU였으며 근일점을 향해 움직이고 있었다. 이후 같은 탐사 과정에서 태양으로부터 97 AU 떨어진 근일점 근처에서 에리스가 감지되었다. 세드나보다 궤도가 더 먼 천체는 일부 장주기 혜성들밖에 없다. 그리고 혜성들은 너무 어두워서 내부 태양계로 들어와 근일점을 향할 때가 아니면 보이지도 않는다. 세드나도 2076년 중순에 근일점에 다다르겠지만, 너무 멀어서 육안으로는 원반상을 볼 수 없을 것이다. 세드나 표면에서 하늘을 보면 태양이 그저 매우 밝은(보름달의 100배 밝기) 항성 중 하나로 보일 것이다. 지구에서 보이는 태양의 밝기는 보름달의 400,000 배 밝기이므로 이를 능히 비교할 수 있다.

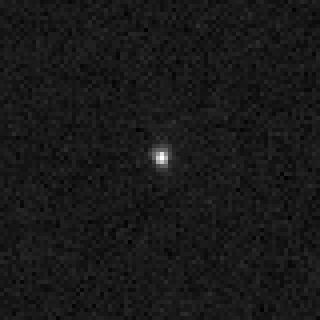
허블 우주망원경이 관측한 세드나

처음 발견되었을 당시 세드나는 자전주기도 이상하게 길게 나왔다(20에서 50일). 처음에는 커다란 동반천체가 있어서 세드나의 자전을 늦추는 것(명왕성과 카론의 관계)이 아니냐는 추측도 나왔다. 2004년 3월 허블 우주망원경으로 그러한 동반천체 또는 위성이 있는지 찾아보았지만 아무것도 없었다. 이후 MMT 천문대의 망원경으로 다시 측정한 결과 자전주기는 초기값보다 훨씬 짧은 10시간(이 정도면 세드나 정도 크기의 천체의 자전주기로 보다 전형적이다)으로 나왔다.
| V774104                                                                | 103   | 50   | 150    | 24    | 4    |
| 에리스                                                                 | 96.14 | 37.8 | 97.6   | 18.7  | −1.1 |
| 2014 UZ224                                                             | 90.93 | 38.0 | 179.8  | 23.2  | 3.5  |
| 2015 TH367                                                             | 89.17 | 28.6 | 139.7  | 26.2  | 6.6  |
| 공공                                                                   | 87.96 | 33.0 | 100.8  | 21.7  | 1.8  |
| 세드나                                                                 | 85.14 | 76.0 | 939    | 21.0  | 1.5  |
| 2013 FS28                                                              | 84.83 | 34.6 | 347.6  | 24.5  | 4.9  |
| 2014 FC69                                                              | 84.72 | 40.3 | 106.9  | 24.1  | 4.6  |
| 2006 QH181                                                             | 83.85 | 37.8 | 96.7   | 23.6  | 4.3  |
| 2012 VP113                                                             | 83.65 | 80.5 | 438    | 23.4  | 4.0  |
| 2015 TG387                                                             | 83.00 | 65.0 | 2000   | 24.64 | 5.3  |
| 2015 UH87                                                              | 82.87 | 34.7 | 90.1   | 25.3  | 6.0  |
| 2013 FY27                                                              | 80.07 | 36.1 | 81.8   | 22.1  | 3.0  |
| 2015 TJ367                                                             | 78.66 | 33.5 | 127.5  | 25.7  | 6.7  |
| 2017 FO161                                                             | 78.62 | 33.1 | 93.9   | 24.2  | 5.2  |
| 2010 GB174                                                             | 71.89 | 48.7 | 693    | 25.1  | 6.5  |
| 2016 TS97                                                              | 71.39 | 36.2 | 71.6   | 24.8  | 6.1  |
| 2014 FJ72                                                              | 71.17 | 38.7 | 152.2  | 24.2  | 5.6  |
| 2012 FH84                                                              | 68.75 | 45.8 | 80.6   | 25.7  | 7.3  |
| 2015 GR50                                                              | 68.38 | 35.6 | 78.6   | 25.1  | 6.7  |
| 2015 GP50                                                              | 67.95 | 40.3 | 70.3   | 24.8  | 6.5  |
| 2013 FQ28                                                              | 67.76 | 48.7 | 80.6   | 24.4  | 6.0  |
| 2014 UD228                                                             | 66.14 | 36.4 | 73.0   | 24.4  | 6.1  |
| 2016 CD289                                                             | 65.83 | 36.8 | 75.3   | 25.6  | 7.3  |
| 2013 UJ15                                                              | 64.99 | 36.3 | 69.2   | 25.2  | 7.0  |
| 2015 KV167                                                             | 64.47 | 38.2 | 65.3   | 25.4  | 7.2  |
| 2014 FL72                                                              | 64.44 | 38.2 | 170.4  | 25.0  | 6.8  |
| 2015 RL258                                                             | 64.22 | 34.7 | 67.8   | 24.7  | 6.5  |
| 2014 FD70                                                              | 64.17 | 38.6 | 69.3   | 25.0  | 6.9  |
| 2011 GM89                                                              | 63.28 | 37.2 | 68.8   | 25.6  | 7.1  |
| 2015 RR245                                                             | 63.27 | 33.7 | 129.2  | 22.1  | 3.9  |
| 2014 SU349                                                             | 63.09 | 30.8 | 109.8  | 25.0  | 7.0  |
| 2013 AT183                                                             | 62.60 | 36.0 | 88.1   | 22.0  | 4.7  |
| 2015 VG157                                                             | 62.34 | 39.0 | 68.5   | 25.5  | 7.5  |
| 2014 FE72                                                              | 62.31 | 36.3 | 4274.0 | 24.1  | 6.1  |
| 2017 DO121                                                             | 62.23 | 26.7 | 185.6  | 25.6  | 7.6  |
| 2014 SV349                                                             | 61.71 | 34.2 | 89.0   | 23.0  | 5.0  |
| (148209) 2000 CR105                                                    | 61.59 | 44.3 | 412    | 23.9  | 6.3  |
| 2015 RX245                                                             | 61.03 | 45.5 | 768.9  | 24.2  | 6.2  |
| 2008 ST291                                                             | 60.74 | 42.4 | 154.5  | 22.2  | 4.2  |
| 2014 FM72                                                              | 60.40 | 34.4 | 76.6   | 24.1  | 6.2  |
| 2017 DP121                                                             | 60.34 | 40.5 | 60.4   | 25.1  | 7.2  |
| 2014 FF72                                                              | 60.18 | 37.1 | 63.3   | 24.8  | 6.9  |
| 2003 QX113                                                             | 60.11 | 36.7 | 62.1   | 22.5  | 4.7  |
| 2015 TG367                                                             | 59.70 | 37.6 | 66.3   | 25.1  | 7.3  |
| 2015 RK258                                                             | 59.69 | 35.8 | 111.8  | 24.9  | 7.1  |
| 2015 KH162                                                             | 59.63 | 41.5 | 82.8   | 21.6  | 3.9  |
| 2013 JQ64                                                              | 59.22 | 22.6 | 76.0   | 24.4  | 6.2  |
| 2014 FL70                                                              | 59.03 | 33.1 | 77.0   | 24.0  | 6.5  |
| 발견된 태양계 천체 중 현재 해왕성보다 두 배 이상 먼 천체들을 나열했음. |       |      |        |       |      |

## 물리적 성질
세드나의 V 대역 절대등급(H)은 약 1.8 등급이며 알베도는 약 0.32, 직경은 약 1,000 킬로미터이다. 발견되었을 당시 세드나는 1930년 명왕성 이래로 발견된 밝은 천체에 속했다. 2004년, 발견자들은 세드나의 직경 상한을 1,800 킬로미터로 잡았고, 2007년 스피처 우주망원경으로 관측이 이루어진 결과 조금 낮추어 1,600 킬로미터를 상한으로 잡았다. 2012년, 허셜 우주망원경의 장비로 관측한 결과 세드나의 직경은 995 ± 80 킬로미터로, 이는 명왕성의 위성 카론보다 작은 크기이다. 세드나는 위성이 없기 때문에 현재로서 그 질량을 알아낼 방법은 우주탐사선을 직접 보내는 방법 외에는 없다.
SMARTS 망원경을 통한 관측 결과 세드나는 가시광선 대역에서 태양계의 천체들 중 가장 붉은 축에 속한다는 것이 밝혀졌다. 거의 화성만큼 붉다. 채드 트루질로와 그 동료들은 세드나의 암적색이 표면이 탄화수소 슬러지나 톨린으로 덮여 있기 때문이라는 설을 제기했다. 이것들은 보다 단순한 유기화합물이 자외선 복사에 오래 노출됨으로써 만들어진다. 표면은 색깔 면에서나 분광 면에서나 균질하다. 이는 세드나가 태양에 가까운 천체들과 달리 다른 천체와 충돌한 적이 거의 없기 때문일 것이다. 8405 아스볼루스의 사례처럼 그런 충돌이 일어나야 아래쪽의 밝은 얼음질 물질이 드러나서 밝기의 차이가 생기게 된다. 세드나와 또다른 매우 먼 천체 두 개(2006 SQ372 및 (87269) 2000 OO67)는 고전적 카이퍼대 천체 및 센타우루스군 소행성 5145 폴루스와 같은 색깔을 공유하는데, 어쩌면 그 기원이 유사할 수도 있다.
트루질로와 동료들은 세드나의 표면 성분에서 메탄 얼음이 차지할 수 있는 비율 상한을 60%, 물 얼음이 차지할 수 있는 비율 상한을 70%로 잡았다. 메탄의 존재는 세드나 표면에 톨린(메탄에 빛이 조사되어 만들어진다)이 존재한다는 설을 뒷받침해준다. 바루키와 동료들은 세드나의 분광을 트리톤의 분광과 비교하여 메탄과 고체 질소에 해당하는 미약한 흡수선을 발견했다. 이 관측을 토대로 그들은 세드나의 표면 조성이 트리톤형 톨린 24%, 비결정형 탄소 7%, 질소 10%, 메탄올 26%, 메탄 33%일 것이라고 추측했다. 얼음 형태의 메탄과 물의 존재는 2006년 스피처 우주망원경의 중적외선 측광으로 확인되었다. 표면에 질소가 존재한다면 그것은 아주 짧은 시간일지언정 세드나에 미약한 대기가 존재했을 가능성을 제기한다. 근일점 근처에서 200여 년을 지내면서 세드나의 최대 온도가 35.6 K (−237.6 °C)을 초과했을 것이다. 알파단계 고체 질소와 트리톤에서 발견되는 베타단계 고체질소 사이의  천이온도는 38 K 정도이다. 38 K에서 N2의 증기압은 14 마이크로바(1.4 파스칼 또는 0.000014 기압)이다. 그러나 붉은 대역에서 나타나는 깊은 분광 기울기는 세드나의 표면에 유기물질이 매우 집중되어 있음을 보여주며, 미약한 메탄 흡수선은 세드나 표면의 메탄이 새로이 누적된 것이기보다는 고래의 것임을 시사한다. 이는 곧 세드나는 너무 추워서 메탄이 증발한 뒤 눈으로 다시 내리는 과정(현재 트리톤에서 일어나고 있고 아마 명왕성에서도 일어나는 과정으로 추측됨)이 일어날 수 없음을 의미한다.
방사성 감쇠를 통한 내부열 모형은 세드나의 표면 아래에 액체 상태의 물로 된 바다가 있을 수 있다는 설을 지지한다.

## 기원
세드나 발견에 관한 논문에서 마이클 브라운과 그 동료들은 세드나를 최초로 발견된 오르트 구름 천체라고 썼다. 오르트 구름은 태양으로부터 거의 1광년 거리에 존재하는 혜성으로 이루어진 가설상의 구름이다. 연구진은 세드나는 근일점이 76 AU로 해왕성의 중력적 영향을 받기에는 너무 멀기 때문에 에리스 같은 산란원반 천체와는 다르다고 보았다. 세드나가 오르트 구름의 예상 거리보다 태양에 상당히 가까운 편이고 궤도 경사가 행성들 및 카이퍼대와 거의 일직선상에 있기 때문에 연구진은 세드나를 “내부 오르트 구름 천체”라고 했다. 내부 오르트 구름이란 오르트 구름의 바깥쪽 구형 부분과 태양계 안쪽 카이퍼대 사이를 연결하는 원반형 구조를 상정한 것이다.
만약 세드나가 현재의 위치에서 형성되었다면 태양의 원시행성계 원반 크기는 75 AU 이상이었다는 이야기가 된다. 또한 세드나의 초기 궤도는 원형에 가까웠을 것이다. 그렇지 않으면 미행성들 사이의 큰 상대속도로 인한 방해가 극심할 것이기에 작은 천체의 강착을 통한 큰 천체의 형성이라는 과정은 불가능하다. 그러므로 세드나는 다른 천체와의 중력적 상호작용을 통해 현재의 짜부라진 궤도를 가지게 되었다고 보아야 할 것이다. 브라운, 라비노비츠 외 그 동료들은 최초 논문에서 세드나에게 섭동을 일으킨 천체의 후보를 세 가지로 추려 제시했다. 첫째는 카이퍼대 너머의 보이지 않는 행성이고, 둘째는 태양계 옆을 지나가던 항성이며, 셋째는 태양과 함께 형성되어 산개성단이 다 흩어지기 전에 같이 있었던 젊은 항성이다.
브라운과 그 연구진은 세드나가 태양의 탄생성단의 항성으로 인해 세드나가 현재의 궤도를 가지게 되었다는 가설을 건호했다. 세드나의 원일점은 1,000 AU에서 살짝 모자란데 이는 장주기 혜성보다는 상대적으로 가까운 거리로서 지나가는 항성의 영향을 받기에는 충분히 멀지 않다. 연구진은 세드나의 궤도를 설명하는 가장 그럴듯한 가설은 태양은 탄생할 때 여러 항성들과 함께 태어나 산개성단을 이루었고, 시간이 지나면서 항성들이 흩어졌다는 것이라고 제안했다. 브라운 연구진 뿐 아니라 알레산드로 모르비델리와 스콧 제이 케니언도 이 가설을 발전시켰다. 줄리오 A. 페르난데스와 에이드리언 브루니니가 수행한 컴퓨터 시뮬레이션에서는 그러한 산개성단 환경에서 다수의 젊은 항성들이 옆을 지나가면 세드나와 같은 궤도를 가진 천체가 여럿 만들어진다는 결과를 내놓았다. 모르비델리와 레비슨은 세드나가 매우 가까운 거리(약 800 AU)를 지나간 다른 항성에 의한 섭동을 받았고 그 일은 태양계가 존재하기 시작하고 첫 1억 년 이내에 벌어졌다는 설이 세드나의 궤도에 관한 가장 가능성 있는 해석이라고 제안했다.
해왕성 바깥 천체 가설은 로드니 곰즈와 패트릭 리카우카를 비롯한 다수의 천문학자들에 의해 여러 차례 발전해 왔다. 세드나의 궤도 섭동에 관한 한 시나리오에서는 힐스 구름(내부 오르트 구름)에 가설상의 행성급 천체가 존재하여 그것이 섭동의 원인이라고 한다. 최근의 시뮬레이션에서는 세드나의 궤도가 거리 2,000 AU 이하의 해왕성급 천체, 또는 거리 5,000 AU의 목성급 천체, 심지어는 지구급 천체도 거리 1,000 AU에 있으면 섭동을 발생시킬 수 있다는 결과를 보여준다. 패트릭 리카우카가 수행한 컴퓨터 시뮬레이션에서는 지구 정도 크기의 천체가 태양계 형성 초기에 해왕성 너머로 튕겨나가면 현재는 태양으로부터 80 AU에서 170 AU 사이의 짜부라진 궤도를 돌게 된다는 결과가 나왔다. 마이클 브라운의 여러 차례의 전천탐사에서는 거리 100 AU 정도에 위치한 지구 체급의 천체는 찾을 수 없었다. 그러나 그 천체가 박살나서 태양계 바깥 쪽으로 흩뿌려지면서 내부 오르트 구름이 형성되었다는 설명도 가능하다.
칼텍 연구원 콘스탄틴 바티긴과 마이클 브라운은 이심률이 큰 거대행성이 태양계 외부를 공전한다는 증거를 찾았다. 연구원들이 제9행성이라는 별명을 붙여준 이 천체의 질량은 지구의 약 10배이고, 태양으로부터의 거리는 궤도는 해왕성의 평균 거리(30.1 AU)보다 20배 더 멀다. 이 새로운 행성이 태양을 한 바퀴다 돌려면 10,000 ~ 20,000년이 걸릴 것이다. 연구원들은 수학적 모형화와 컴퓨터 시뮬레이션을 통해 행성이 존재한다는 가설을 세웠지만, 아직까지 문제의 천체를 직접관측을 통해 발견하지는 못하고 있다.
세드나의 궤도가 태양으로부터 수천 AU 떨어져 있는 태양의 커다란 동반성으로 인한 것이라는 설도 있다. 이러한 가설상의 동반성 중 하나가 네메시스이다. 네메시스는 지구의 주기적 대량절멸과 달의 충돌 기록, 장주기 혜성의 공통적 궤도성분 등의 원인으로 상정되어 제안된 바 있다. 그러나 현재까지도 네메시스가 존재한다는 직접적 증거는 발견된 바 없으며, 네메시스는 그 존재 자체가 의심의 대상으로 전락했다. 존 J. 마테세와 대니얼 P. 휘트마이어는 태양의 쌍성계 동반성 가설을 오랫동안 지지해 왔다. 이들은 태양으로부터 거리 7,850 AU 지점에 목성질량의 5배 체급의 천체가 존재한다면 세드나의 궤도를 만들 수 있다고 주장한다.
또 한편 모르비델리와 케니언은 세드나가 태양계에서 만들어진 천체가 아니고, 태양계 외부의 다른 행성계, 구체적으로 말하면 태양질량의 1/20배 체급의 갈색왜성의 행성계로부터 태양의 중력에 포획된 것이라는 설을 제기했다.

## 종족

세드나의 표면에서 은하수, 안타레스, 태양, 스피카를 올려다본 상상화. 태양은 그저 빛의 점들 중 하나로 보일 뿐이다. 세드나의 표면은 붉은 얼음으로 되어 있고 한낮의 햇볓을 받아 침침하게 명멸한다.

세드나의 이심률이 큰 궤도는 즉 이것이 발견될 확률은 80분의 1임을 의미하고, 세드나의 발견이 단순한 요행의 결과가 아니라면 세드나 체급의 천체들이 같은 지역에 40–120 개 정도는 있을 수 있다. 또다른 천체 2000 CR105는 세드나와 유사하지만 그보다는 이심률이 덜 극단적인 궤도를 돈다. 근일점은  44.3 AU 이고 원일점은 394 AU, 공전 주기는 3,240년이다. 이 천체 역시 세드나와 같은 과정의 영향을 받을 것이다.
세드나의 극단적인 궤도를 설명하기 위해 다양한 기작이 제기되었고, 이들 모형 각각은 보다 넓은 종족과 분명히 구분되는 구조적 운동적 특징이 나타난다. 만일 해왕성 너머의 제9행성이 원인이라면 세드나 유사 천체들은 모두 같은 근일점(약 80 AU)을 공유해야 한다. 만일 세드나가 태양계와 같은 방향으로 자전하는 다른 항성계 출신인데 태양에게 붙잡힌 천체라면 세드나 유사 천체들은 모두 궤도 경사가 상대적으로 작고 장반경 길이가 100–500 AU 사이여야 한다. 또는 태양과 반대 방향으로 자전하는 항성계 출신이라면 궤도 경사가 크고 작은 두 개의 집단이 각각 형성되어야 할 것이다. 지나가는 항성의 섭동의 결과라면 그러한 항성 조우의 회수와 조우 각도가 모두 변인으로 작용하므로 다소 폭넓은 근일점과 원일점 값이 가능할 것이다.
어느 시나리오가 가장 그럴듯한지 결정하려면 세드나와 유사한 천체의 표본이 보다 커질 필요가 있다. 브라운은 2006년에 "“나는 세드나를 극초기 태양계의 화석이라고 부른다,” “향후 다른 화석들도 발견된다면 세드나는 우리에게 태양이 어떻게 형성되고 태양 가까이에서 함께 태어난 항성의 수는 얼마나 되는지 알려주는 도움이 될 것이다”라고 했다. 브라운, 라비노비츠, 그리고 메건 스웜이 2007년에서 2008년 사이에 수행한 탐사에서는 세드나와 유사한 종족에 속하는 다른 천체를 찾으려는 시도가 이루어졌다. 1,000 AU 밖의 움직임도 잡아낼 정도로 철저한 탐사였고 그 과정에서 왜행성 후보 225088 공공이 발견되기는 했지만, 찾고자 했던 새로운 세드나족 천체는 발견되지 않았다. 이후 새로운 데이터를 반영한 시뮬레이션은 세드나 근처에 세드나 체급의 천체가 40여 개 있을 것이고 가장 밝은 것은 에리스 정도로 밝을 것(-1.0 등급)이라는 결과를 나타냈다.
2014년, 천문학자들은 세드나의 절반 크기에 세드나와 유사한 4,200년짜리 궤도를 돌며 세드나와 비슷한 80 AU 전후의 근일점을 가진 천체 2012 VP113을 발견했다고 발표했다. 일각에서는 이 발견이 해왕성 너머 제9행성의 존재의 증거를 제공할 수 있을지 기대하고 있다.

## 분류

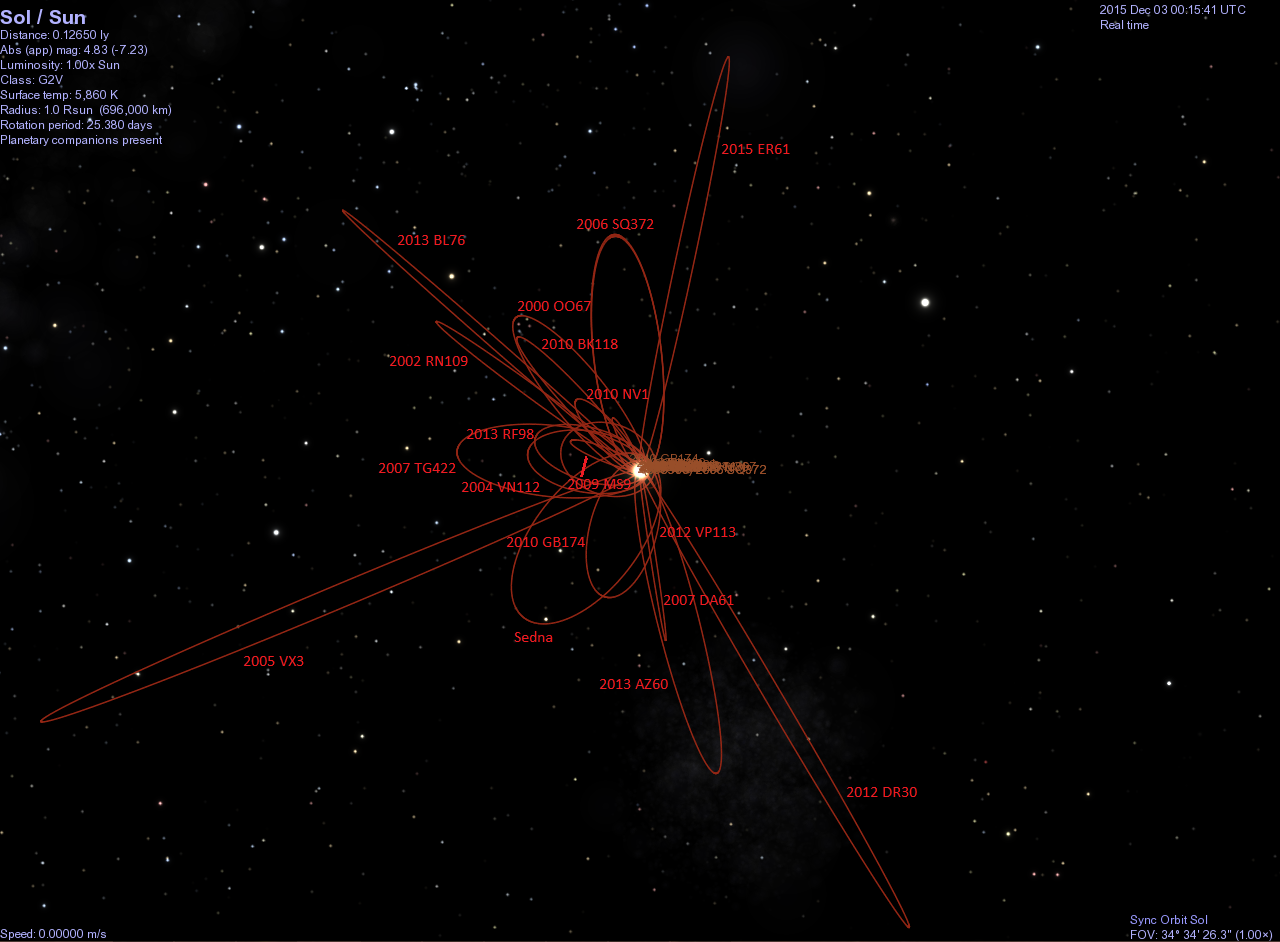
매우 먼 궤도를 가진 다른 천체들과 비교한 세드나 궤도

태양계 천체들을 공식 분류하는 소행성체센터는 세드나를 산란원반 천체로 분류하고 있다. 그러나 이 분류에 대해서는 상당히 심한 의문이 제기되고 있으며, 많은 천문학자들은 세드나와 몇몇 다른 천체들(e.g. 2000 CR105)을 묶어 새로운 범주로 분류해야 한다고 본다. 제안되는 이름은 확장 산란원반 천체(extended scattered disc objects ;E-SDO), 분리천체(detached objects), 원거리 분리천체(distant detached objects; DDO), 또는 심원황도탐사(DES)에서 쓰는 분류대로 산란확장(scattered-extended) 등이 있다.
세드나의 발견은 어떤 천체를 행성으로 보고 또 어떤 천체를 행성으로 보지 않아야 하느냐는 해묵은 문제를 부활시켰다. 2004년 3월 15일, 여러 대중언론매체에서는 세드나의 발견을 두고 태양계 제10행성이 발견되었다고들 이야기했다. 2006년 8월 24일 받아들여진 국제천문연맹의 행성 정의를 따르자면, 행성은 궤도 주변에 대한 지배권이 있어서 자신을 제외한 천체들을 치워버려야 한다. 세드나의 스테른-레비슨 변수는 1 미만일 것으로 추산되며, 고로 궤도 주변을 청소할 수 없다. 아직 그 궤도 주변에서 발견된 천체가 있는 것도 아니지만, 수치적으로 불가능하다. 행성보다 체급이 작은 왜행성이 되기 위해서는 세드나는 정역학적 평형 상태에 있어야 한다. 세드나는 충분히 밝고 그러므로 충분히 클 것이므로 이 조건을 만족시킬 것으로 예상된다. 그래서 많은 천문학자들은 세드나를 왜행성이라고 부르고 있다.

## 탐사
세드나는 2075년에서 2076년 사이에 근일점에 도달한다. 이 때는 세드나를 연구할 수 있는 12,000년에 한 번 밖에 안 오는 기회가 될 것이다. 세드나는 NASA의 태양계 탐사 웹사이트에 올라와 있기는 하지만, 현재로서 NASA가 어떠한 형태로든 세드나에 대한 임무를 고려하고 있다는 소식은 없다. 목성의 중력보조를 받으면 세드나까지 가는 데 걸리는 시간은 24.48년이 걸릴 것이라는 계산이 나온다. 이에 바탕해 2033년 5월 6일 또는 2046년 6월 23일에 우주선을 발사한다면 우주선이 도달했을 당시 세드나는 태양으로부터 각각 77.27 AU 또는 76.43 AU 거리에 있을 것이다.

## 같이 보기
- 태양계
  - 해왕성 바깥 천체
    - 세드나족
    - 분리천체